# Chang Zheng 2D
Chang Zheng 2D (长征二号丁) är en kinesisk rymdraket som främst används för att skjuta upp spionsatelliter